# My Little Pony: Make Your Mark
My Little Pony: Make Your Mark é uma série de animação infantil de televisão para streaming ligada à quinta encarnação (também chamada de quinta geração ou "G5") da linha de brinquedos da Hasbro, My Little Pony.
Ambientado após os eventos do filme My Little Pony: A New Generation (2021), a série acmopanha seis pôneis - Sunny Starscout (Jenna Warren), uma pônei terrestre corajosa e alicórnio, Izzy Moonbow (Ana Sani), uma unicórnio criativa, Hitch Trailblazer (JJ Gerber), um pônei terrestre responsável, Misty Brightdawn (Elena Juatco), uma unicórnio empática que anteriormente era prisioneira de uma alicórnio do mal e depois vira amiga do grupo principal,e Zipp Storm (Maitreyi Ramakrishnan) e Pipp Petals (AJ Bridel), irmãs pégasos da realeza – em suas aventuras por Equestria.
Desenvolvido por Gillian Berrow para a Netflix, o episódio especial de 44 minutos Make Your Mark estreou como um teaser em 26 de maio de 2022, seguido pelo lançamento de mais oito episódios em 26 de setembro. A série está sendo animada pela Atomic Cartoons que a partir de 2021 deve produzir quatro episódios especiais de 44 minutos e vinte e três episódios de 22 minutos.

## Elenco de Voz Original

### Principal
- Jenna Warren como Sunny Starscout,[9] uma pônei terrestre de olhos brilhantes que administra um trailer de smoothies em Maretime Bay e busca tornar o mundo um lugar melhor.
- JJ Gerber como Hitch Trailblazer,[10] um pônei terrestre xerife de Maretime Bay que tem afinidade por criaturas.
- Ana Sani como Izzy Moonbow, [11] uma unicórnio despreocupada de Bridlewood que gosta de artes e artesanato.
- AJ Bridel como Pipp Petals,[12] uma princesa pégaso de Zephyr Heights com um grande número de fãs e uma personalidade pop star. É dona de um salão de cabeleireiro e karaôke em Maretime Bay, Mane Melody.
- Maitreyi Ramakrishnan como Zipp Storm,[13] uma princesa pégaso rebelde e curiosa de Zephyr Heights e irmã mais velha de Pipp.
- Rob Tinkler como Sparky Sparkeroni, um bebê dragão com magia caótica e poderosa que é adotado por Hitch.
- Athena Karkanis como Opaline, uma alicórnia ameaçadora que procura controlar toda Equestria e sua magia.
- Bahia Watson como Misty, uma tímida unicórnio que foi acolhida por Opaline ainda jovem e serve como seu braço direito.

### Recorrente
- Amanda Martinez como Rainha Haven, a governanta de Zephyr Heights e a mãe de Pipp e Zipp.
- Kimberly-Ann Truong como Posey Bloom, uma pônei terrestre que não concorda com o uso da magia.
- Samantha Bielanski como Jazz Hooves, uma pônei terrestre empregada no Mane Melody como cabeleireira e cantora.
- Jonathan Tan como Rocky Riff, um pégaso empregado no Mane Melody como manicure e cantor.
- Joshua Graham como Sprout, o ex-vice-xerife e autoproclamado imperador de Maretime Bay.[14]
- Tara Strong como Twilight Sparkle,[15] uma alicórnio que era a Princesa da Amizade e a governanta de Equestria.

## Episódios

### Visão Geral
| Capítulo | Capítulo | Episódios | Exibição original      | Exibição original |
| -------- | -------- | --------- | ---------------------- | ----------------- |
|          | 1        | 1         | 26 de maio de 2022     |                   |
|          | 2        | 8         | 26 de setembro de 2022 |                   |

## Dublagem Brasileira
| Elenco            | Elenco              |
| Personagens       | Dublador(a)         |
| ----------------- | ------------------- |
| Sunny Starscout   | Marina Sirabello    |
| Hitch Trailblazer | Thiago Machado      |
| Izzy Moonbow      | Lina Mendes         |
| Pipp Petals       | Stephany Custodi    |
| Zipp Storm        | Jéssica Cardia      |
| Opaline           | Karina Botião       |
| Misty             | Fernanda Ribeiro    |
| Rainha Haven      | Carla Martelli      |
| Posey Bloom       | Gabriela Pellegrino |
| Twilight Sparkle  | Bianca Alencar      |

| Ficha Técnica        | Ficha Técnica   |
| -------------------- | --------------- |
| Estúdio de dublagem: | Dubbing Company |
| Direção:             | André Gaiani    |
| Tradução:            | Paula Marião    |

## Ligações Externas
- My Little Pony: Make Your Mark. no IMDb.
- My Little Pony: Make Your Mark na Netflix